# Six Jours d'Aarhus
Les Six Jours d'Aarhus sont une épreuve de cyclisme sur piste qui s'est tenue au Danemark de 1954 à 1961.

## Palmarès
| Année    | Vainqueur                             | Deuxième                              | Troisième                              |
| -------- | ------------------------------------- | ------------------------------------- | -------------------------------------- |
| fév 1954 | Georges Senfftleben Roger Godeau      | Jean Roth Walter Bucher               | Oscar Plattner Arie Van Vliet          |
| nov 1954 | Alfred Strom Sydney Patterson         | Kay Werner Nielsen Evan Klamer        | Heinz Zoll Herbert Weinrich            |
| 1955     | Kay Werner Nielsen Evan Klamer        | Heinz Zoll Herbert Weinrich           | Pierre Iacoponelli Ferdinando Terruzzi |
| 1956     | Jean Roth Walter Bucher               | Dominique Forlini Georges Senfftleben | Kay Werner Nielsen Keld Leveau         |
| 1957     | Oscar Plattner Fritz Pfenninger       | Kay Werner Nielsen Evan Klamer        | Ferdinando Terruzzi Herbert Weinrich   |
| 1958     | Kay Werner Nielsen Palle Lykke Jensen | Jean Roth Fritz Pfenninger            | Ferdinando Terruzzi Knud Linge         |
| 1959     | Ferdinando Terruzzi Knud Linge        | Kay Werner Nielsen Palle Lykke Jensen | Jean Roth Fritz Pfenninger             |
| 1960     | Rik Van Steenbergen Emile Severeyns   | Kay Werner Nielsen Palle Lykke Jensen | Bendy Pedersen Hans-Edmund Andresen    |
| 1961     | Kay Werner Nielsen Palle Lykke Jensen | Oscar Plattner Klaus Bugdahl          | Rik Van Steenbergen Emile Severeyns    |